# 蒙飞虱属
蒙飞虱属（学名：Mengdelphax）为稻虱科的一个属。

## 下属物种
本属包括以下物种：
- 内蒙飞虱 Mengdelphax neimengensis Ding et Zhang, 1994